# Fejervarya pulla
Espèce
Synonymes
- Rana gracilis var. pulla Stoliczka, 1870

Statut de conservation UICN

 DD  : Données insuffisantes
Fejervarya pulla est une espèce d'amphibiens de la famille des Dicroglossidae.

## Répartition
Cette espèce est endémique du Penang en Malaisie. Elle se rencontre à environ 600 m d'altitude sur le Bukit Bendera.

## Publication originale
- Stoliczka, 1870 : Observations on some Indian and Malayan Amphibia and Reptilia. Journal of the Asiatic Society of Bengal, vol. 39, no 2, p. 134-157 (texte intégral).